# Гогарти, Оливер Сент-Джон
О́ливер Сент-Джон Гога́рти англ. Oliver St. John Gogarty [gō'gurtē]; (17 августа 1878[…], Дублин — 22 сентября 1957, Нью-Йорк, Нью-Йорк) — ирландский поэт и прозаик. Он также был врачом-отоларингологом, спортсменом, политиком, принадлежал к «сливкам общества» (нем. Schickeria) и с 1922 по 1936 годы как сенатор участвовал в работе Парламента.

## Факты из жизни
Современники Гогарти его либо любили, либо презирали, он поддерживал бедных людей и ирландское сопротивление, организовал с 1904 года литературный кружок в Замке Дангвайр, куда входили среди прочих леди Грегори, Джордж Бернард Шоу, Джон Миллингтон Синг, Уильям Батлер Йейтс, Эдвард Мартин.
Будучи студентом, Оливер познакомился в Национальной библиотеке Ирландии в Дублине с Джеймсом Джойсом, который после их ссоры сделал Гогарти прототипом Быка Маллигана, одного из неприятных персонажей своего романа «Улисс».
На VIII  Летних Олимпийских играх 1924 года в Париже Оливер Гогарти участвовал в конкурсе искусств (номинация — литература). Его «Ода командным играм» была отмечена бронзовой медалью.

## Книги стихов
- 1923 — Жертва лебедей
- 1928 — Дикие яблоки
- 1933 — Избранные стихи
- 1954 — Избранные поэмы

## Мемуары
- 1937 — Как я шел по Сэквилл-стрит
- 1938 — Я следую за святым Патриком
- 1939 — Валяясь в сене
- 1954 — Не это ли время года вообще![6]
- 1958 — Выходные в середине недели

## Памятные места

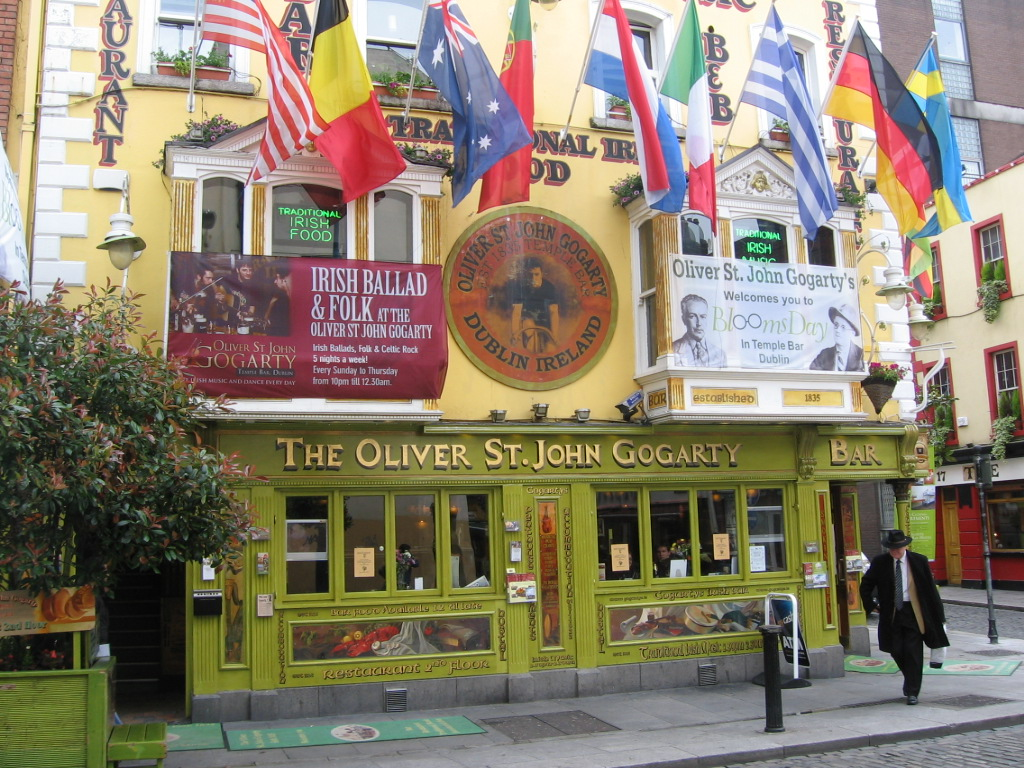
Паб Оливера Ст. Джон Гогарти в Дублине. Фото 2009

В современном Дублине есть паб, названный в честь Гогарти (англ. The Oliver St. John Gogarty), где можно послушать традиционную ирландскую музыку, включиться в общие свободные или литературные дискуссии.

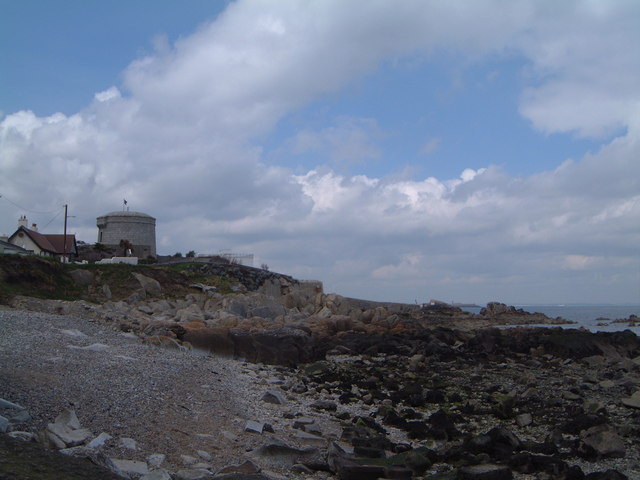
Башня Мартелло. Фото 2006

Башня Мартелло на морском берегу, которую снимал Гогарти, принимая в гостях Джеймса Джойса, стала местом действия в первом эпизоде романа «Улисс». Сейчас в башне расположен небольшой музей.